# Apple Grove (condado de Mason)
Apple Grove es un lugar designado por el censo ubicado en el condado de Mason en el estado estadounidense de Virginia Occidental. En el Censo de 2010 tenía una población de 204 habitantes y una densidad poblacional de 32,04 personas por km².

## Geografía
Apple Grove se encuentra ubicado en las coordenadas 38°40′0″N 82°10′19″O / 38.66667, -82.17194. Según la Oficina del Censo de los Estados Unidos, Apple Grove tiene una superficie total de 6.37 km², de la cual 5.96 km² corresponden a tierra firme y (6.31%) 0.4 km² es agua.

## Demografía
Según el censo de 2010, había 204 personas residiendo en Apple Grove. La densidad de población era de 32,04 hab./km². De los 204 habitantes, Apple Grove estaba compuesto por el 97.55% blancos, el 0% eran afroamericanos, el 0% eran amerindios, el 0.49% eran asiáticos, el 0% eran isleños del Pacífico, el 0% eran de otras razas y el 1.96% pertenecían a dos o más razas. Del total de la población el 0% eran hispanos o latinos de cualquier raza.